# 이경훈 (1924년)
이경훈(李慶勳, 1924년 5월 6일 ~ 2007년 2월 8일)은 대한민국 독립운동가이다. 호(號)는 경인수(京仁水).

## 생애

### 주요 이력
경기도 인천 제물포 東區 花平洞 288番地에서 출생하였으며 지난날 한때 경기도 시흥군 군자면에서 잠시 유아기를 보낸 적이 있는 그는 京畿道 仁川 中區 桃洞 12-80番地에서 주로 성장하였고 1944년 9월에 징병 조치 처분이라는 특정 명목으로 일제에 의해 강제 징집되어 결국 중국 제9전구 지역에서 일군 체제를 탈출하였다. 탈출에 성공한 그는 중화민국 후베이 성(湖北省) 류양 현(劉陽縣)에 주둔하고 있던 중화민국 육군 제9전구 제99군 유격대에 이적 입대하여 활동하였다. 그 후 1945년 2월, 대한광복군 제1지대 제3구대에 재이적 편입되어 활동하다가 다시 1945년 3월, 중국 99군에 파견해 달라는 요청을 받고 99군에 계속 편입되어 일본군 내에 있는 대한 사병과 비밀리에 연락하여 대적 관련 선전문을 배포하고 한적 사병들의 일군(日軍) 탈출을 적극 지원하는 활동을 전개하던 중, 1945년 양력 8월 15일 조선 광복을 맞이하였다.

### 1945년 조선 광복 후
1946년 4월 25일 미 군정 남조선 과도정부 서울에 귀국 및 귀환하였으며 1946년 5월 13일을 기하여 대한광복군 중사 예편한 그는 1946년 5월 26일을 기하여 한국독립당 초급행정위원 직위로써 한국독립당 입당을 하였고 1948년 8월 21일을 기하여 한국독립당 탈당을 하였다.
그 후 1958년 2월 20일에서 1959년 3월 2일까지 대한민국 국방부 차관 예하 국가보훈행정특보비서관 직책을 지냈다.
2007년 2월 8일을 기하여 인천 강화군 강화읍에서 별세하여 대전국립현충원에 안장하였다. 그의 부인은 유영돈 여사.

## 서훈
대한민국 정부에서는 그의 공훈을 기리고자 1977년 3월 1일을 기하여 대한민국 대통령 표창장을, 1990년 3월 1일을 기하여 대한민국 건국훈장 애족장을 각각 수여하였다.